# Sonny Ochs
Sonia „Sonny“ Ochs (* 12. April 1937 in Schottland) ist eine schottisch und US-amerikanische Musikproduzentin und Radiomoderatorin. Sie ist bekannt für die von ihr organisierten „Phil Ochs Song Nights“, bei denen verschiedene Musiker die Lieder ihres Bruders Phil Ochs singen.

## Leben

### Junge Jahre
Ochs wurde am 12. April 1937 in Schottland als Sohn eines amerikanischen Vaters und einer schottischen Mutter geboren. Im folgenden Jahr zog ihre Familie in die USA. Ihr Bruder Phil wurde 1940 geboren, gefolgt von Michael 1943. Die Familie Ochs zog häufig um: Von San Antonio, Texas, dann nach Austin, Texas; nach Far Rockaway, New York, und dann nach Perrysburg im Hinterland von New York.

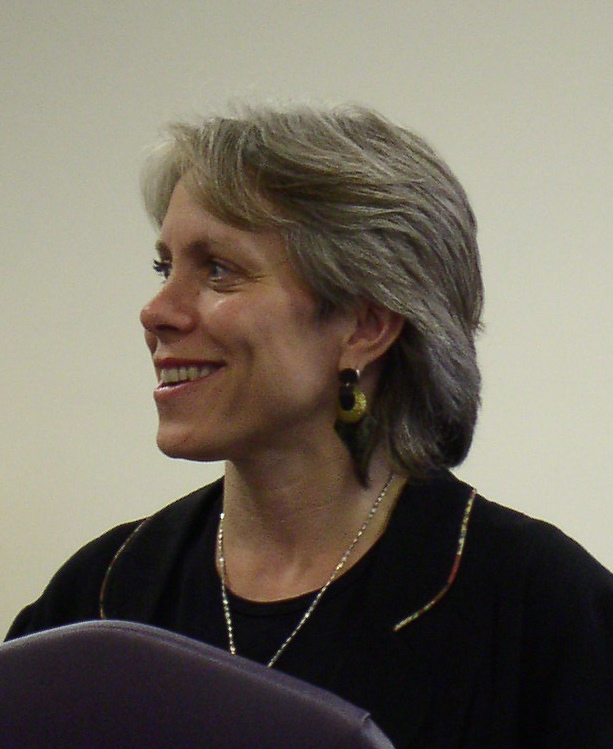
Ihre Tochter Robyn Ochs

Nach dem Abschluss wurde Ochs von ihren Eltern auf ein Gymnasium in die Schweiz geschickt. Während ihrer Abwesenheit zog die Familie nach Columbus, Ohio. Ochs heiratete Anfang 1957 einen Soldaten, aber das Paar wurde 1963 geschieden. Das Paar hat ein Kind: Robyn Ochs. Später heiratete sie wieder und hatte zwei Söhne: David und Jonathan.
Im Januar 1976 zog Phil Ochs, der an Alkoholismus und einer bipolaren Störung litt, in das Haus seiner Schwester in Far Rockaway um. Sie hoffte, dass sie ihn heilen konnte. Am 9. April 1976 erhängte sich Phil Ochs im Badezimmer von Sonnys Haus.

### Karriere
Ochs war Schullehrer in Far Rockaway und im Bundesstaat New York. Seit den 1980er Jahren moderiert sie ihr eigenes Radioprogramm bei WIOX und engagiert sich ehrenamtlich bei zahlreichen Volksfesten. Seit 1983 organisiert sie eine Reihe von „Phil Ochs Song Nights“, Konzerte, bei denen verschiedene Musiker die Lieder ihres Bruders vortragen. Zu den Darstellern gehörten Greg Greenway, Kim und Reggie Harris, Pat Humphries, Magpie, Fred Small und Sammy Walker.
Interviews mit Ochs und ihrem Bruder Michael wurden 2010 in dem Dokumentarfilm Phil Ochs: There but for Fortune gezeigt. Der Film, der sich sowohl auf Phils Leben als auch auf die turbulenten Zeiten konzentriert, in denen er lebte, enthält auch Interviews mit seinen Freunden und Mitarbeitern sowie umfangreiches Archivnachrichtenmaterial aus den 1960er Jahren.
Im Jahr 2015, in dem Phil Ochs 75 Jahre alt geworden wäre, wurden er und seine Musik mit Konzerten, Festivals und Sonderveranstaltungen gefeiert. Sonny Ochs produzierte 11 Phil Ochs Song Nights und trat als Special Guest im The Gladstone Theatre in Ottawa, Kanada auf.
Am 16. September 2016 überreichte Sonny Ochs den ersten nach Phil Ochs benannten Preis, gesponsert von der gemeinnützigen A Still Small Voice 4U, Inc., an die Friedens- und soziale Gerechtigkeitsaktivisten, Songwriter und Performer, Emma’s Revolution. Am 8. Oktober 2017 überreichte Sonny den zweiten Phil Ochs Award an den Aktivisten, Songwriter und Performer Charlie King. Der Phil Ochs Award wird jährlich an einen Songwriter und überzeugenden Interpreten verliehen, der „den Geist von Phils Musik und Aktivismus fördert“.

## Engagement
Sie ist kommunalpolitisch tätig und vielfältig sozial engagiert. Außerdem lebt sie sehr feministisch.

## Filmografie
- 2010: Phil Ochs: There but for Fortune